# East Woodhay
East Woodhay – wieś i civil parish w Anglii, w Hampshire, w dystrykcie Basingstoke and Deane. W 2011 civil parish liczyła 2914 mieszkańców. Na terenie civil parish zlokalizowane są miejscowości: Ball Hill, East End, Heath End, North End, Gore End, Hatt Common, Hollington i Woolton Hill.